# Wetonka
Wetonka è un centro abitato (town) degli Stati Uniti d'America, situato nella contea di McPherson nello Stato del Dakota del Sud. La popolazione era di 8 persone al censimento del 2010.
Wetonka venne progettata nel 1906.

## Geografia fisica
Wetonka è situata a 45°37′28″N 98°46′08″W (45.624539, -98.768932).
Secondo lo United States Census Bureau, ha un'area totale di 0,25 miglia quadrate (0,65 km²).

## Società

### Evoluzione demografica
Secondo il censimento del 2010, c'erano 3 persone.

### Etnie e minoranze straniere
Secondo il censimento del 2010, la composizione etnica della città era formata dal 100,0% di bianchi.